# Hustýnský letopis

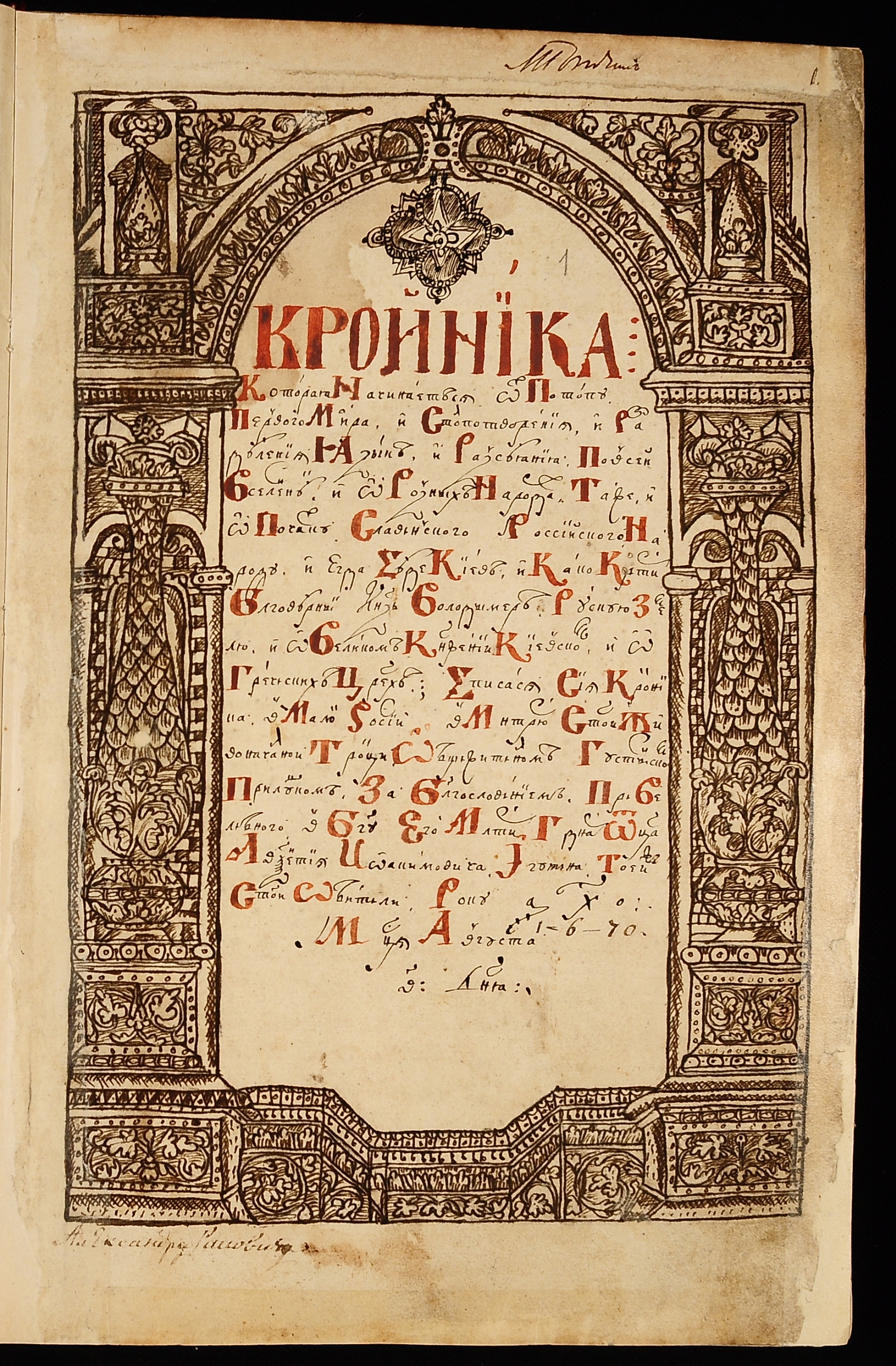
Hustýnský letopis - titulní strana.

Hustýnský letopis je kronika vzniklá v 17. století v Hustýnském klášteře nedaleko Černihivu na dnešní Ukrajině. Originál letopisu se nezachoval ani není znám jeho autor.
První část letopisu se z velké části shoduje s Ipaťjevským letopisem, zatímco druhá pokrývající roky 1300 až 1597 se vyznačuje velkou stručností. Od ostatních ruských kronik svým kritickým přístupem ke zdrojům a pokusem o syntézu světských a církevních zdrojů.
Při tohoto kompilaci díla byly použity ruské, polské, litevské, byzantské i jiné zdroje, včetně kroniky Marcina Kromera a Matěje Stryjkowského. Na konci letopisu jsou navíc připojeny tři texty:
- O původu kozáků
- O zavedení nového kalendáře
- O počátcích Unie